# Subthalamus
Subthalamus (thalamus ventralis, přední talamus) je jedním z oddílů mezimozku (diencephalon). Do této jeho části zasahují struktury středního mozku nucleus ruber a substantia nigra. Všechny útvary subthalamu mají nervové spoje a vztahy k hybnosti a jsou součástí mimopyramidového systému.
Nucleus ruber má těsný vztah k regulaci svalového napětí a pohybu, stejně jako substantia nigra, která je nejdůležitějším zdrojem dopaminergních neuronů (produkujících dopamin).
Nucleus subthalamicus (corpus Luysi) získává nervová vlákna z globus pallidus, odkud vychází i svazek fascilus lenticularis, jehož vlákna končí ve Forelových polích H, H1 a H2.